# پلیس اسرائیل
پلیس اسرائیل (به عبری: משטרת ישראל؛ به عربی: شرطة إسرائیل) نیروی پلیس اسرائیل است. همانند دیگر پلیس‌های دنیا، مسئولیت این نیرو فعالیت‌های ضدتروریستی، امور امنیتی، مبارزه با قاچاق و جرم و کنترل ترافیک می‌باشد. پلیس اسراییل زیر نظارت وزارت امنیت داخلی این کشور است.
پلیس اسرائیل کلیه مناطقی را که ارتش در آن‌ها حضور نظامی ندارد را تحت کنترل دارد این مناطق عبارت اند از:سراسر اسرائیل، بلندی‌های جولان، منطقهC و… در تمام شهرها و محلات اسرائیل ادارات پلیس وجود دارد.
ستاد ملی پلیس اسرائیل در ادارات دولتی به نام بعد از روز آغاز در اورشلیم قرار گرفته است.
شماره تماس پلیس اسرائیل ۱۰۰ می‌باشد.

## نقش
پلیس اسرائیل مسئول امنیت عمومی، حفظ نظم عمومی، تأمین رویدادهای عمومی و تظاهرات، از بین بردن اشیای مشکوک و مواد منفجره (EOD)، شورش و کنترل جمعیت، اجرای قانون، مبارزه با جرایم، کار پلیسی، عملیات مخفیانه علیه شبکه‌های مواد مخدر، بررسی مظنون، کنترل ترافیک جاده، بررسی شکایات غیرنظامی، جلوگیری از خشونت جوانان و کمپین‌های آموزشی.

## سازمان
پلیس اسرائیل یک نیروی نظامی، با بیش از ۳۵٬۰۰۰ نفر کارمند است. ۷۰٬۰۰۰ داوطلب نیز وجود دارد که در زمان نیاز به افسران در جوامع خود کمک می‌کنند.
پلیس اسرائیل به زیرگروه‌های زیر تقسیم می‌شود:
واحدهای ستادی
- روابط بین‌الملل
- مشاوره حقوقی
- کنترل مهاجرت
- حساب و حسابرسی
- جرایم اقتصادی
- شکایات عمومی
- دادگاه انتظامی
- خدمات اداری
- ایمنی
- تجدید نظر
- کنترل‌کننده
- سخنگوی

گروه‌ها
- منابع انسانی
- تحقیق و اطلاعات
- حمایت لجستیک
- سازمان و برنامه‌ریزی
- ترافیک - پلیس راهنمایی و رانندگی را شامل می‌شود
- گشت و امنیتی
- جامعه و گارد عمران

نواحی
- منطقه مرکزی
- منطقه جنوب
- منطقه شمال
- منطقه یهودیه و سامره
- منطقه تل آویو
- منطقه اورشلیم

## نگارخانه

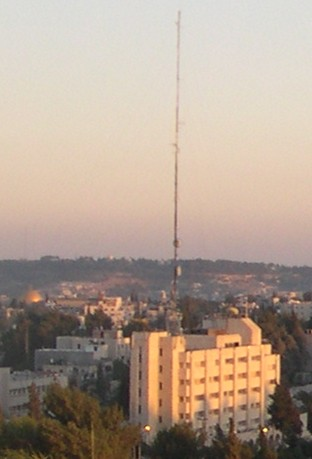
مقر پلیس ملی اسرائیل در اورشلیم
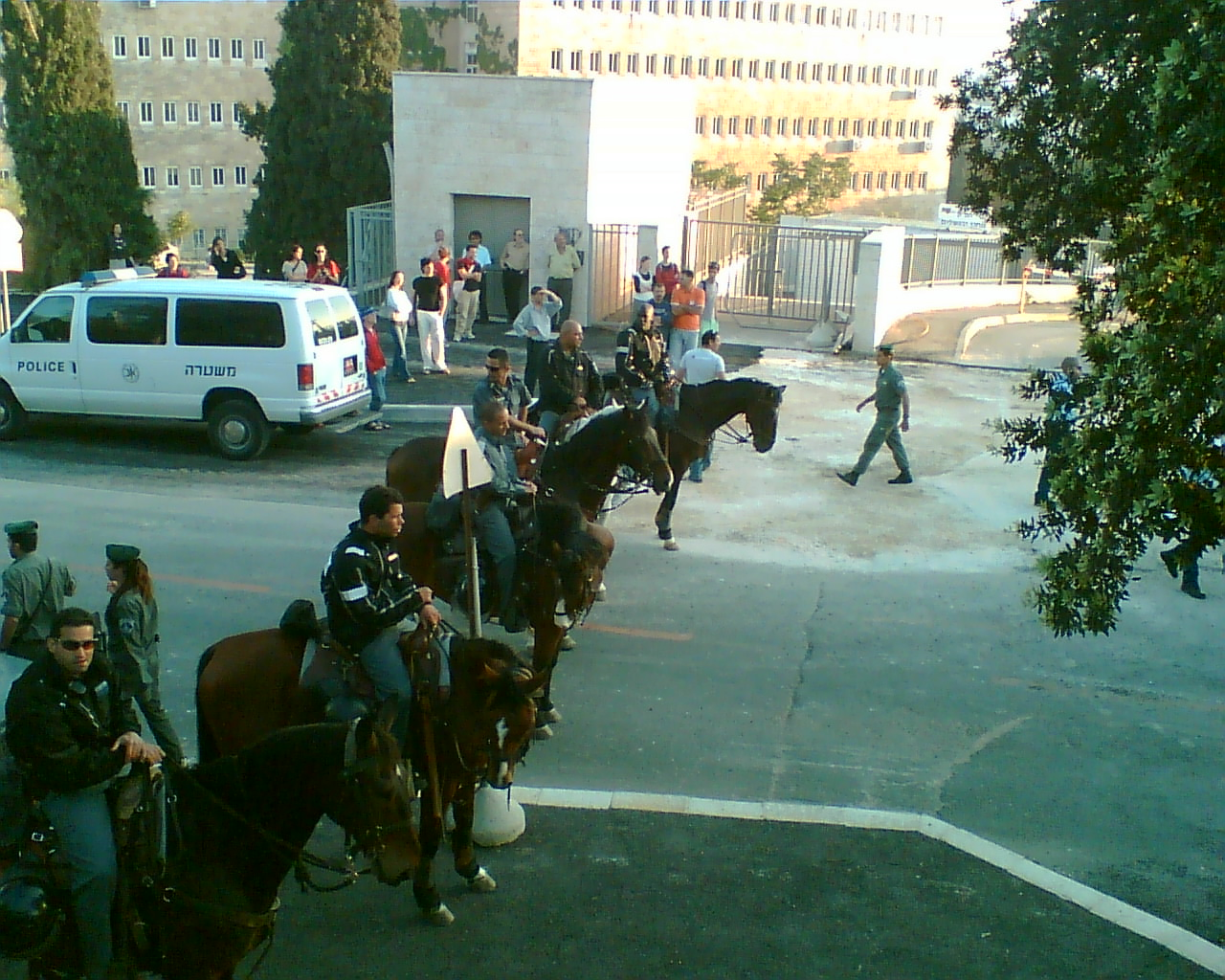
پلیس ضد شورش اسرائیل، Yasam
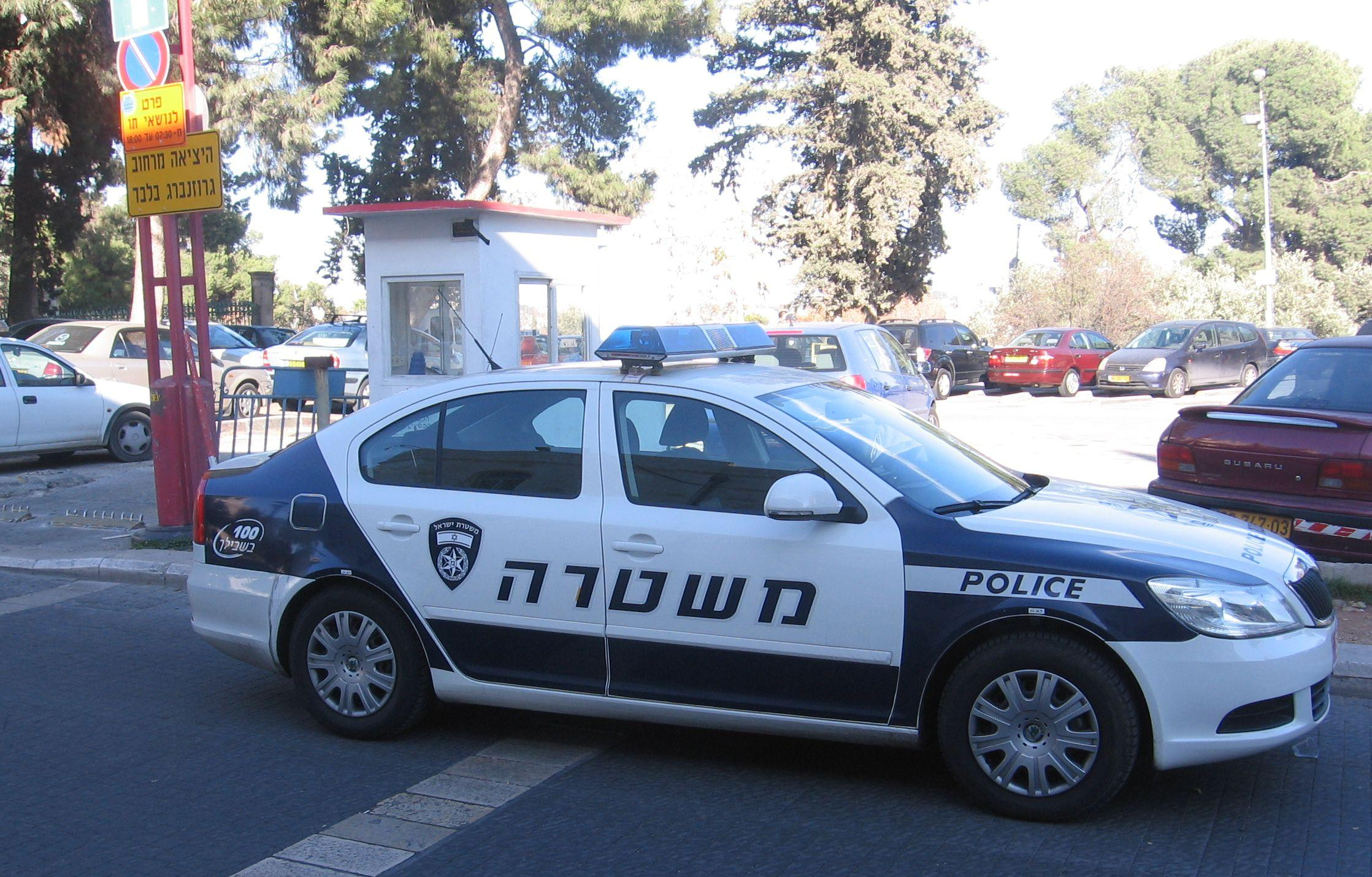
آخرین اتومبیل‌های گشت،Škoda Octavia II 2009
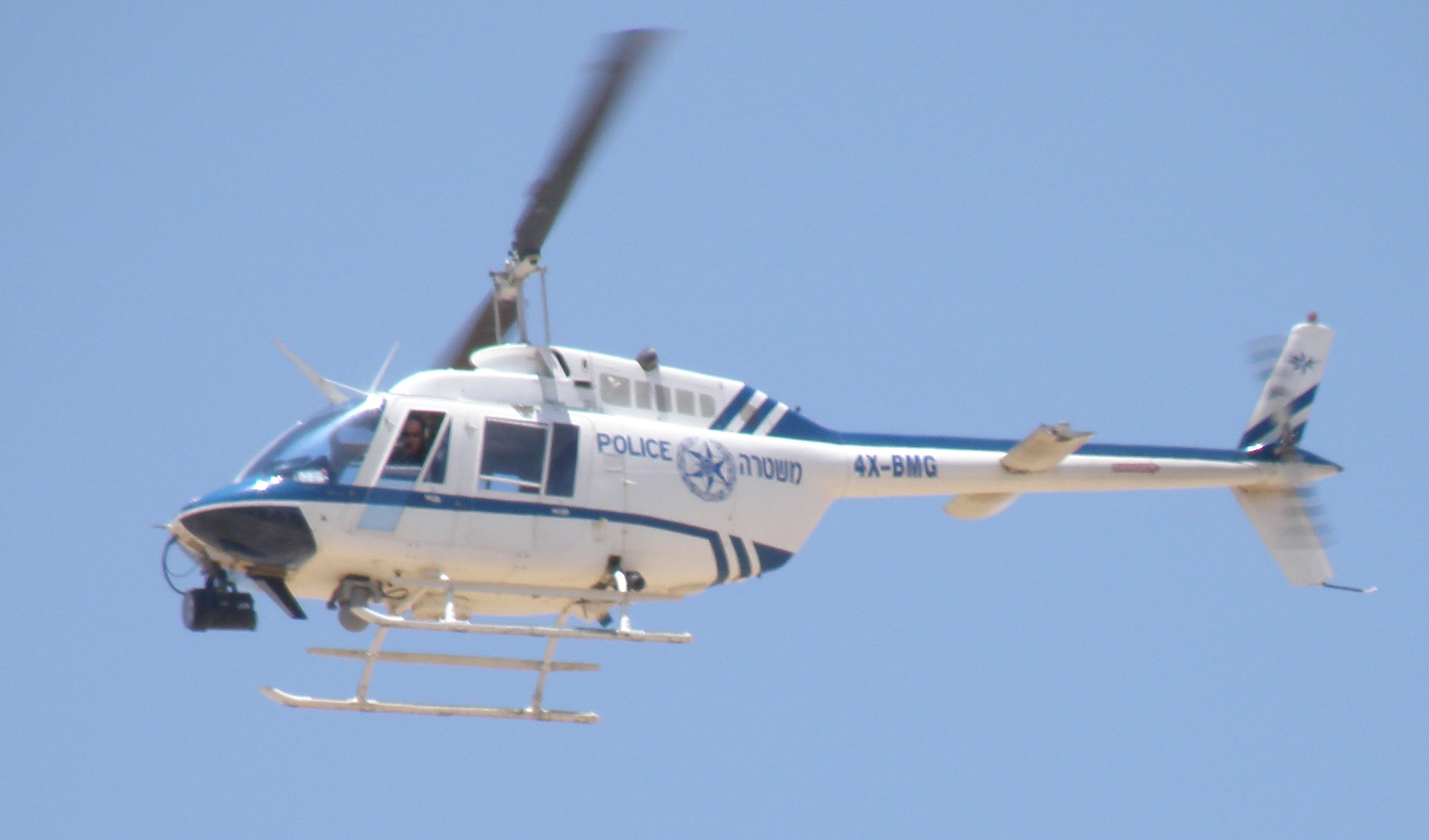
پلیس اسرائیل هلیکوپتر بل ۲۰۶
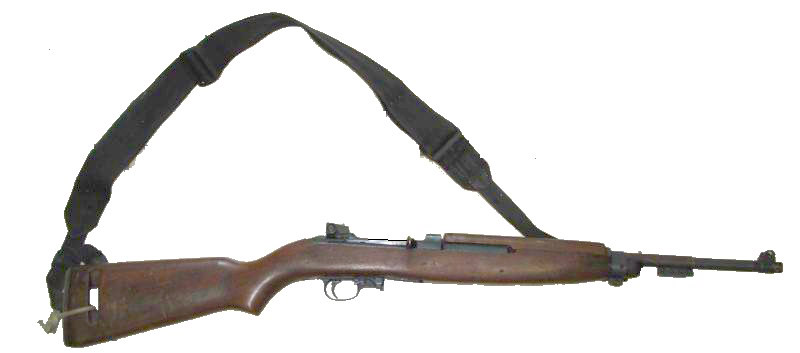
M1 Carbine of Mash'az
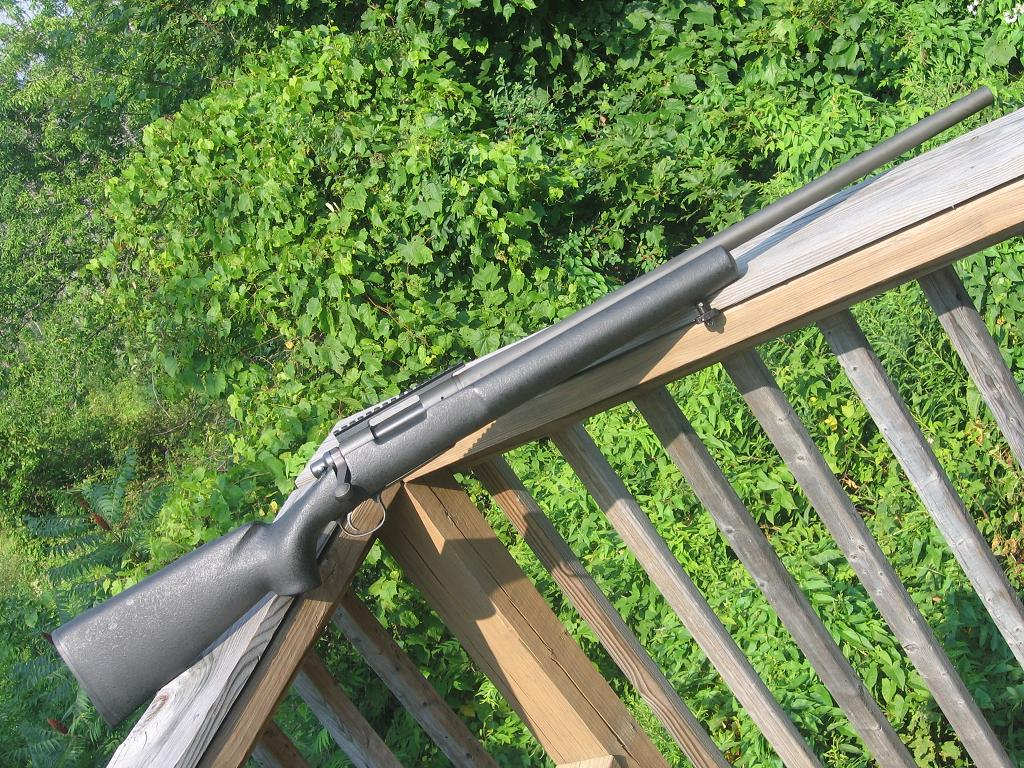
رمینگتون 700PSS تفنگ تیرانداز از خفا
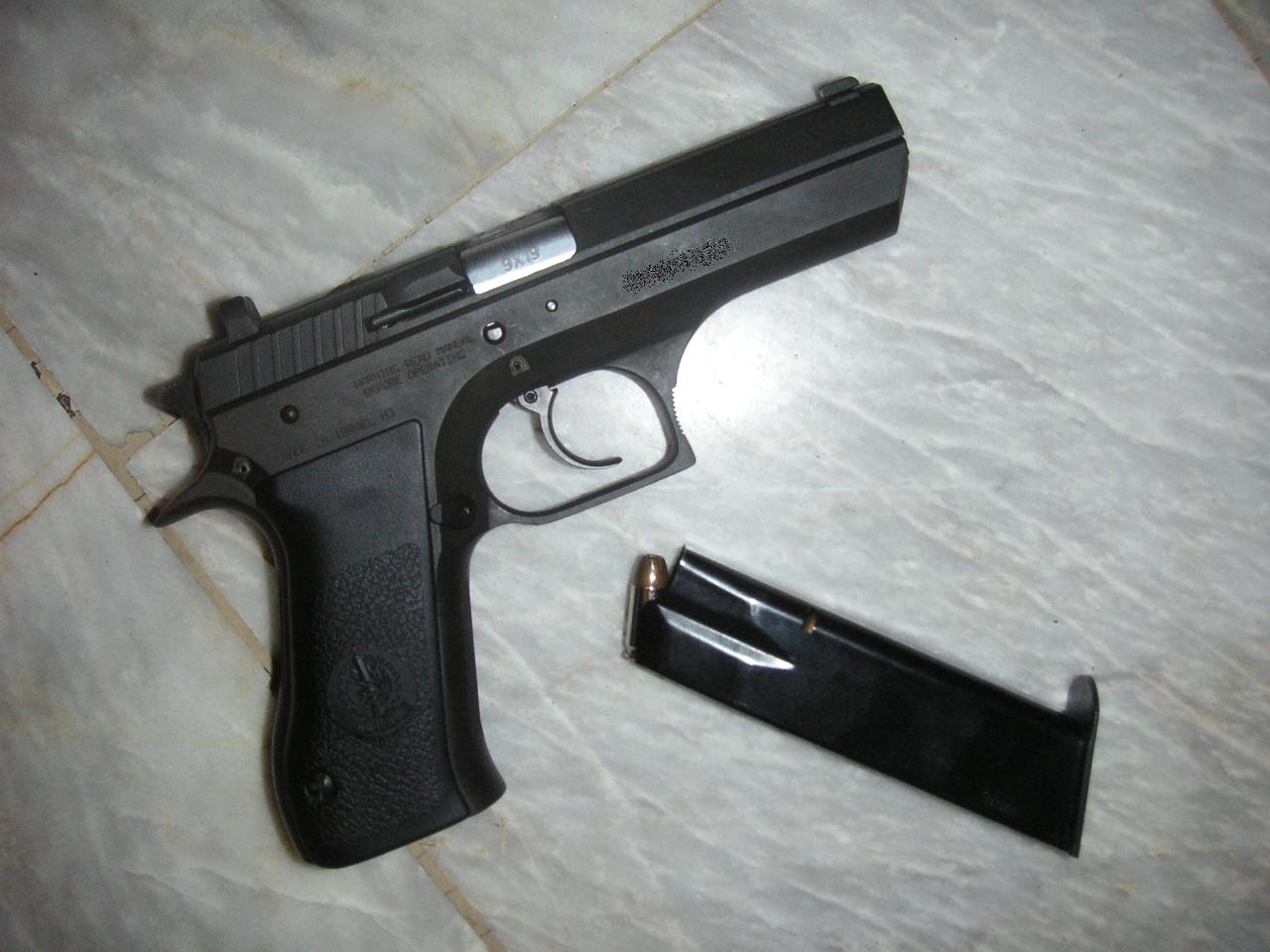
تفنگ جریکو 941 F
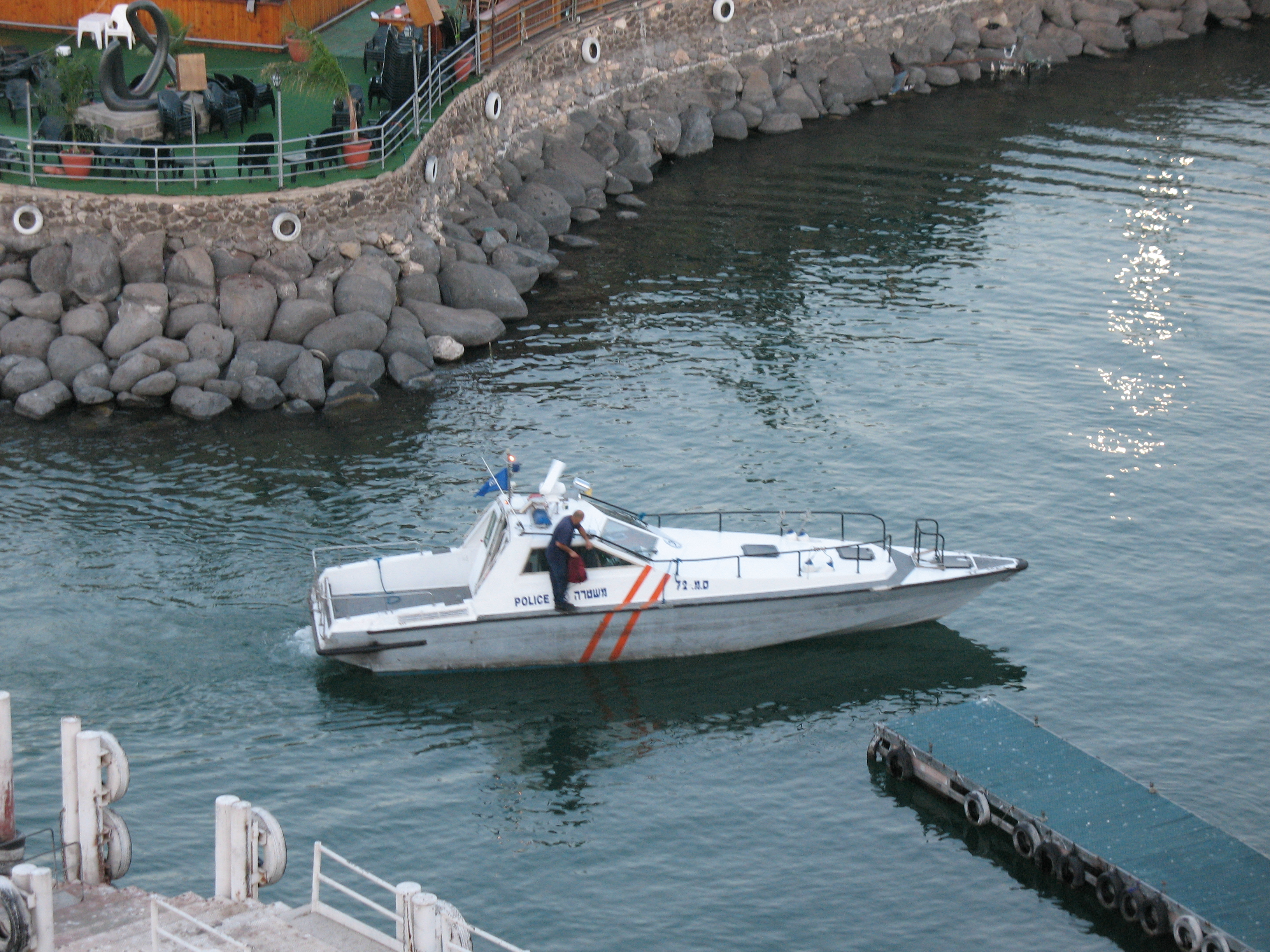
قایق پلیس اسرائیل در دریای گالیله
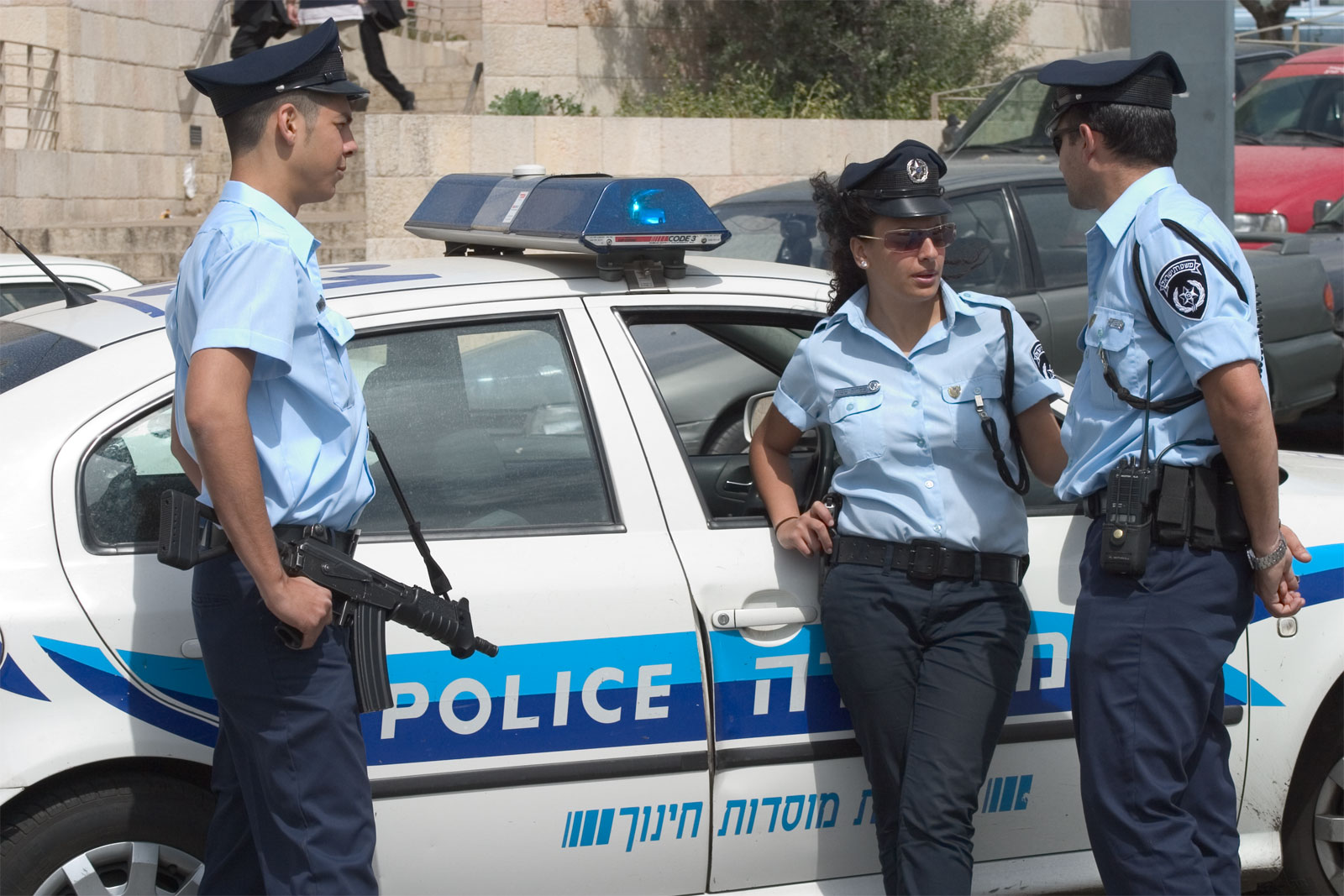
افسران پلیس اسرائیل
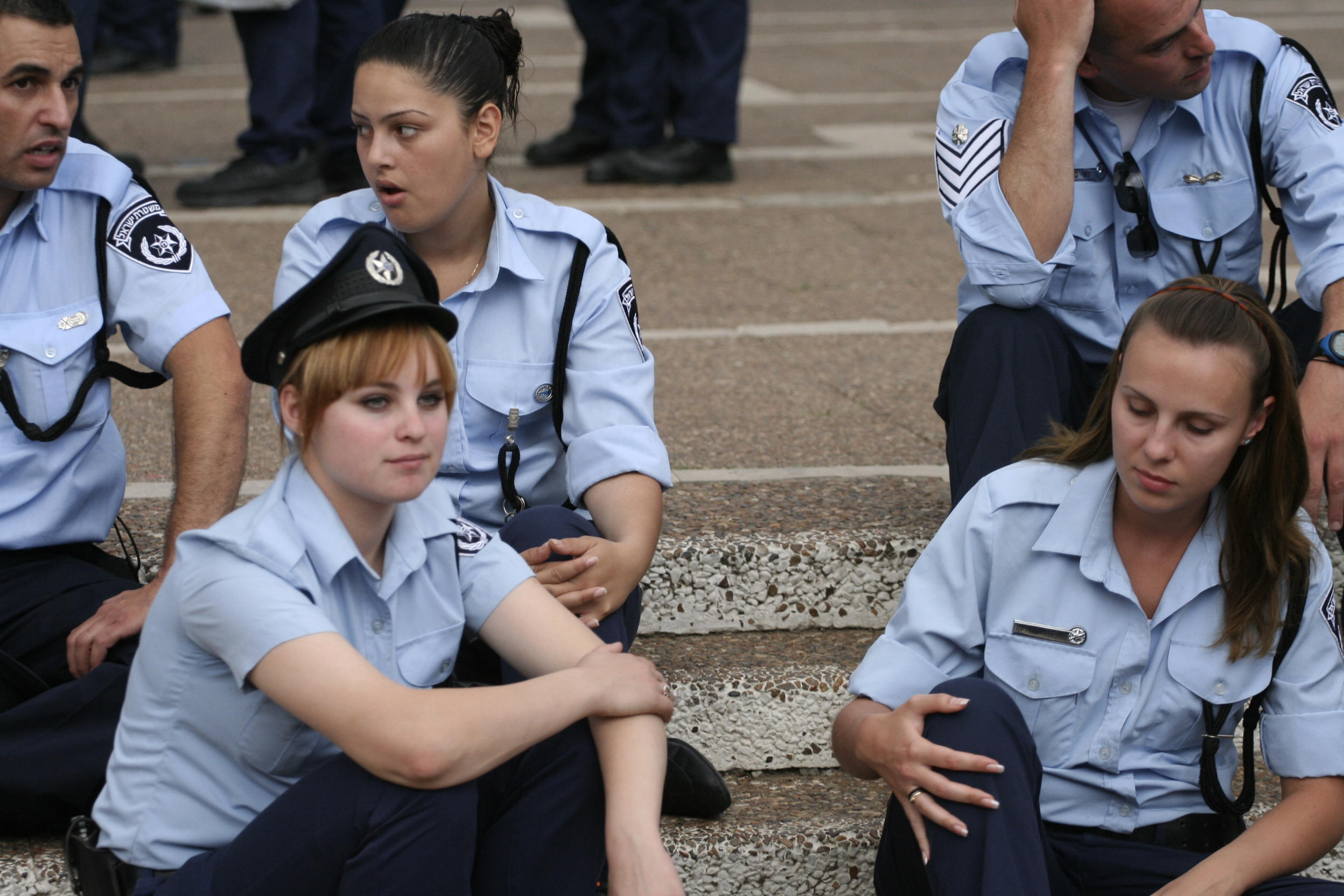
زنان پلیس، میدان رابین، اورشلیم